# فرودگاه کمپسی
فرودگاه کمپسی (به انگلیسی: Kempsey Airport) یک فرودگاه همگانی با کد یاتا KPS است که یک باند فرود آسفالت دارد و طول باند آن ۱۶۵۰ متر است. این فرودگاه در کشور استرالیا قرار دارد و در ارتفاع ۱۶ متری از سطح دریا واقع شده‌است.